# Ezperun
Ezperun es un lugar español del Valle de Elorz, perteneciente a la Comunidad Foral de Navarra

## Historia
Hacia mediados del siglo XIX, el lugar, ya por entonces perteneciente al valle de Elorz, tenía contabilizada una población de 70 habitantes. Aparece descrito en el séptimo volumen del Diccionario geográfico-estadístico-histórico de España y sus posesiones de Ultramar de Pascual Madoz con las siguientes palabras:

EZPERUN: l. del ayunt. del valle de Elorz, prov. y c. g. de Navarra, aud. terr. y dióc. de Pamplona (2 leg.), part. jud. de Aoiz (4) sit. á la falda S. de la sierra de Alaiz, con clima templado. Tiene 6 casas, un palacio con hermosa huerta; igl. parr. (la Purísima Concepcion), servida por un cura: cementerio y una fuente de buenas y cristalinas aguas. El térm. se estiende 1/2 leg. de N. á S. y 1/4 de E. á O., y confina N. Zabalegui: E. Otano; S. Echagüe, y O. Guerendiain: dentro de esta circunferencia hay monte robledal, soto con buenos pastos y una alameda que llega hasta el l. de Torres. El terreno es cascajoso y bueno para cereales: le baña un arroyo que se une al riach. de Monreal. caminos: por N. del l. pasa el camino real de Sigüenza y Pamplona. El correo se recibe de Monreal. prod.: trigo, avena, cabada, maiz, patatas y varias legumbres; cria ganado caballar, vacuno, lanar y de cerda; caza de perdices, codornices, liebres, jabalies, loboz y corzos. pobl.: 12 vec., 70 alm. contr. con el valle. (V.)
(Madoz, 1847, p. 634)

En 2022, no tenía empadronado ningún habitante.